# Jorge Corrula
Jorge Miguel Baleiza Corrula (16 de março de 1978) é um actor português.

## Biografia e carreira
Jorge Miguel Baleiza Corrula, nasceu em Lisboa, no dia 16 de março de 1978. Oriundo de família alentejana, viveu entre os cinco e os doze anos em Alter do Chão, no Alto Alentejo.
Nunca idealizou ser ator até se cruzar com a possibilidade de vir a exercer esta profissão e estudar no Conservatório em 1999, abandonando, assim, a licenciatura em Direito.
Estreou-se como ator em 1995, na peça de teatro Maldita Borbulha, com encenação de Paulo Ferreira, no Teatro Maria Matos. Ainda no Teatro, protagonizou a peça Romeu e Julieta, em 1997, no Teatro da Trindade.
Em 2001, estreia-se em televisão, com uma participação especial na série da SIC, A Minha Família É uma Animação. Ganhou mais projeção pública com a personagem João Vidago, que interpretou na série juvenil da TVI, Morangos com Açúcar, em 2003. A partir daí, tem integrado o elenco de várias séries e telenovelas, tendo depois da participação em Morangos com Açúcar, entrado na telenovela Mistura Fina, para o mesmo canal, em 2004.
Foi, entre 2006 e 2008, um dos atores mais ativos da SIC, onde co-protagonizou a novela juvenil Floribella (2006), protagoniza por Luciana Abreu. Assume o papel de protagonista da série 7 Vidas (2006), a convite da atriz e apresentadora Teresa Guilherme, diretora de ficção da estação na altura e, em 2007, reforça o elenco de Resistirei.
Regressa à ficção da TVI em 2008, onde se manteve até 2012. Integrou o elenco de Flor do Mar (2008), Mar de Paixão (2010) e Remédio Santo (2011). Após quatro anos a trabalhar para a estação de Queluz de Baixo, em 2012, grava a série da RTP1, Sinais de Vida.
É um dos embaixadores do Alentejo, desde 2011, ao lado de outras figuras públicas, como Alexandra Lencastre, Sílvia Rizzo, Rita Pereira ou João Catarré.
Em 2013, retorna à SIC, onde ainda se mantém atualmente. No regresso à estação do Grupo Impresa entra no elenco da telenovela Sol de Inverno. Apesar de trabalhar na SIC, ao longo dos últimos anos fez projetos pontuais para a RTP, onde protagoniza em 2014, a telenovela Água de Mar e integrou o elenco de várias séries, como Mulheres Assim (2016) ou Desliga a Televisão (2019).
Em 2014, protagonizou com Diogo Morgado o filme de comédia Virados do Avesso, dirigido por Edgar Pêra.
Em 2015, foi co-protagonista da novela Poderosas (SIC). Após o término deste projeto entra noutras tramas da estação, como Amor Maior (2016), Vidas Opostas (2018), A Serra (2021), Por Ti (2022), Flor sem Tempo (2023) ou A Promessa (2024).
Em 2019, deu vida ao vilã da série de sucesso da SIC Golpe de Sorte, protagonizada pela atriz Maria João Abreu.
Além de ser um dos reforços da ficção da SIC, em 2020, estreia-se no entretenimento do canal, onde assumiu a função de investigador do programa A Máscara, que já conta com cinco edições.
Em 2023, entra no filme Serpentina e, em 2024, Cândido. Ainda em 2024, regressa ao teatro com a peça A Noite, no âmbito das comemorações do cinquentenário da Revolução de 25 de Abril de 1974.

## Televisão
| Ano         | Projeto                           | Papel                            | Notas                                                               | Canal |
| ----------- | --------------------------------- | -------------------------------- | ------------------------------------------------------------------- | ----- |
| 2001        | A Minha Família É uma Animação    | Porteiro da Discoteca            | Participação Especial                                               | SIC   |
| 2003        | Maré Alta                         | Passageiro do navio              | Participação Especial                                               | SIC   |
| 2003 - 2004 | Morangos com Açúcar               | João Vidago                      | Elenco Principal                                                    | TVI   |
| 2004 - 2005 | Inspetor Max                      | Rúben                            | Participação Especial                                               | TVI   |
| 2004 - 2005 | Inspetor Max                      | Filipe Martinho                  | Participação Especial                                               | TVI   |
| 2004 - 2005 | Mistura Fina                      | João Miguel Fraga                | Elenco Principal                                                    | TVI   |
| 2004        | Uma Aventura                      | Henrique (comandante da polícia) | Participação Especial                                               | SIC   |
| 2006 - 2008 | Floribella                        | Lourenço Moura                   | Co-Protagonista                                                     | SIC   |
| 2006 - 2009 | 7 Vidas                           | Pedro                            | Protagonista                                                        | SIC   |
| 2007 - 2008 | Resistirei                        | André Paixão                     | Elenco Principal                                                    | SIC   |
| 2008        | Aqui Não Há Quem Viva             |                                  | Participação Especial                                               | SIC   |
| 2008 - 2009 | Flor do Mar                       | George Muphy                     | Elenco Principal                                                    | TVI   |
| 2010        | Destino Imortal                   | Victor                           | Elenco Principal                                                    | TVI   |
| 2010 - 2011 | Mar de Paixão                     | Martinho Vasconcelos             | Elenco Principal                                                    | TVI   |
| 2011 - 2012 | Remédio Santo                     | Celso Tavares Cardoso            | Elenco Principal                                                    | TVI   |
| 2012 - 2013 | Sinais de Vida                    | Hugo Cabral                      | Elenco Principal                                                    | RTP1  |
| 2013 - 2014 | Sol de Inverno                    | Tomás Almeida                    | Elenco Principal                                                    | SIC   |
| 2014 - 2015 | Água de Mar                       | Henrique Barahona                | Antagonista                                                         | RTP1  |
| 2015        | Virados do Avesso                 | Carlos Flores                    | Elenco Principal                                                    | RTP1  |
| 2015        | Mulheres Assim                    | Pedro                            | Elenco Principal                                                    | RTP1  |
| 2015 - 2016 | Poderosas                         | Miguel de Sousa e Ataíde         | Co-Protagonista                                                     | SIC   |
| 2016 - 2017 | Amor Maior                        | Raul Sousa                       | Elenco Principal                                                    | SIC   |
| 2018 - 2019 | Vidas Opostas                     | Lucas Teles                      | Elenco Principal                                                    | SIC   |
| 2019        | Golpe de Sorte                    | Caio Amaral Garcia               | Antagonista                                                         | SIC   |
| 2019        | Golpe de Sorte                    | Jorge Montalvão                  | Antagonista                                                         | SIC   |
| 2019        | Golpe de Sorte: Um Conto de Natal | Caio Amaral Garcia               | Protagonista                                                        | SIC   |
| 2020        | A Máscara (1.ª temporada)         | Ele Próprio                      | Investigador                                                        | SIC   |
| 2020        | Golpe de Sorte (4.ª temporada)    | Caio Amaral Garcia               | Protagonista                                                        | SIC   |
| 2021        | A Máscara (2.ª temporada)         | Ele Próprio                      | Investigador                                                        | SIC   |
| 2021        | Estamos em Casa                   | Ele Próprio                      | Apresentador, ao lado de Maria João Abreu, José Raposo e Dânia Neto | SIC   |
| 2021        | A Lista                           | Carlos Rodrigues                 | Participação Especial (OPTO)                                        | SIC   |
| 2021 - 2022 | A Serra                           | Domingos Nunes                   | Elenco Principal                                                    | SIC   |
| 2021 - 2022 | A Máscara (3.ª temporada)         | Ele Próprio                      | Investigador                                                        | SIC   |
| 2022        | Estamos em Casa                   | Ele Próprio                      | Apresentador                                                        | SIC   |
| 2022 - 2023 | Por Ti                            | José «Zé» Pinho Ferreira         | Elenco Principal                                                    | SIC   |
| 2023 - 2024 | Flor sem Tempo                    | Ricardo Soares Torres            | Elenco Principal                                                    | SIC   |
| 2023 - 2024 | Os Eleitos                        | Matias                           | Elenco Principal (OPTO)                                             | SIC   |
| 2024        | A Máscara (4.ª temporada)         | Ele Próprio                      | Investigador                                                        | SIC   |
| 2024        | Rock in Rio Lisboa                | Ele Próprio                      | Apresentador, ao lado de Carolina Patrocínio e Raquel Sampaio       | SIC   |
| 2024 - 2025 | A Promessa                        | Xavier Gouveia                   | Elenco Principal                                                    | SIC   |
| 2025        | A Máscara (5.ª temporada)         | Ele Próprio                      | Investigador                                                        | SIC   |
| 2025 - 2026 | Vitória                           | João Nobre                       | Protagonista                                                        | SIC   |

## Cinema
- 2024 - Cândido[25]
- 2023 - Serpentina
- 2014 - Virados do Avesso - Carlos Flores[26]
- 2010 - Dores de Amores - Nelson
- 2009 - Uma Aventura na Casa Assombrada - Fugitivo
- 2005 - O Crime do Padre Amaro - Padre Amaro

## Teatro
| Ano  | Peça             | Personagem | Encenador      | Teatro             | Ref.   |
| ---- | ---------------- | ---------- | -------------- | ------------------ | ------ |
| 1995 | Maldita Borbulha |            | Paulo Ferreira | Teatro Maria Matos | [ 27 ] |
| 1997 | Romeu e Julieta  | Romeu      |                | Teatro da Trindade |        |
| 2024 | A Noite          |            |                |                    |        |

## Prémios
Troféus de Televisão TV 7 Dias/Impala
| Ano  | Prémio               | Resultado |
| ---- | -------------------- | --------- |
| 2021 | Séries - Melhor Ator | Indicado  |

## Vida pessoal
Corrula abandonou em 1999 o Curso de Direito da Universidade Independente ingressando no Curso de Formação de Actores Escola Superior de Teatro e Cinema de Lisboa.
Tem duas filhas com Paula Lobo Antunes: Beatriz, nascida a 2012 e Mel, nascida a 2020.